# Hans Köstner
Hans Köstner (* 12. Mai 1918; † 30. Januar 2011 in Stadtsteinach) war ein deutscher Kommunalpolitiker (CSU).

## Werdegang
Köstner trat 1947 der CSU bei. Im darauffolgenden Jahr wurde er in den Stadtrat von Stadtsteinach gewählt, der ihn zum stellvertretenden Bürgermeister bestellte. 1952 gewann er auch ein Mandat im Kreistag des Landkreises Stadtsteinach und wurde hinter Karl Theodor zu Guttenberg stellvertretender Landrat. Nach dessen Wahl in den Deutschen Bundestag folgte er ihm im Jahr 1957 im Amt des Landrats. Er blieb bis zur Auflösung des Landkreises am 1. Juli 1972 im Zuge der kommunalen Neuordnung Bayerns im Amt.

## Ehrungen
- Verdienstkreuz am Bande der Bundesrepublik Deutschland
- Goldene Bürgermedaille des Landkreises Kulmbach